# Český Heršlák
Český Heršlák (německy Böhmisch Hörschlag) je část Horního Dvořiště (za nedalekou státní hranicí se nachází Hörschlag – Německý Heršlák). Je zde přeshraniční propojení na turistické stezce Český Heršlák - Deutsch Hörschlag.

## Historie
Nejstarší písemná zmínka o Heršláku je ze dne 3. února 1289. Na přelomu 14. a 15. století zde měl opevněnou tvrz loupežiivý rytíř Beneš Macuta z Heršláku.  Kolem roku 1440 Heršlák koupili Zinnespanové (Cinišpáni), což byla bohatá měšťanská rodina z Freistadtu (česky Cáhlov). V roce 1467 byl Heršlák převzat Zdeňkem ze Šternberka a Cipišpánům byla pustá tvrz navrácena až v roce 1546. Poslední majitelkou Heršláku z tohoto rodu byla v roce 1590 Alžběta; byla manželkou českokrumlovského purkrabího Jana Vamberského z Rohatec a jejich syn Bohuš Vamberský z Rohatec Heršlák zdědil. V 1. polovině 17. století pak byla poblíž staré tvrze postavena tvrz nová  Zámeček byl postaven později.
V roce 1870 měl Český Heršlák 250 obyvatel, byl zde zámek, pivovar, poplužní dvůr a samoty Mühlhäuseln a Schmidthäuseln. Na sever od intravilánu Českého Heršláku (ale již na katastrálním území Horní Dvořiště, východně od jeho intravilánu) je velká budova železniční stanice Horní Dvořiště. Stavba budovy byla dokončena v roce 1921. V současnosti dostala novou žlutou fasádu.
Černá mramorová deska připevněná na stěně krytého nástupiště připomíná pátek 20. prosince roku 1918, kdy zde Tomáš Garrigue Masaryk jako prezident udělal první krok na půdě nově vytvořené Československé republiky, když se vlakem vracel z dlouhodobého exilu. Před rokem 1990 byla deska několikrát odstraněna (1939, 1949, 1979).
Protože železniční stanice Horní Dvořiště byla od roku 1918 důležitým hraničním přechodem, jímž proudilo ohromné množství zboží, v Českém Heršláku sídlily celní, policejní i vojenské orgány, které si zde zřídily administrativní budovy, a usadili se zde i zaměstnanci těchto úřadů i obchodníci. I v současnosti, kdy je Česká republika bezcelně spojena s ostatními zeměmi Evropské unie, pohybují se v Českém Heršláku především zaměstnanci železnice, celní správy a policie. Přibližně středem Českého Heršláku je velká budova základní školy (T. G. Masaryka), několik velkých budov slouží k bydlení, jiné nejeví známky využití.
Nedaleko se u trati nachází památník čtrnácti lidí, jejichž mrtvá těla byla v lednu 1945 vyhozena z vlaku (tzv. transport smrti).
Budova celnice z doby První republiky na hranici s Rakouskem (za školou TGM) patří k nejjižnějším místům České republiky.

## Fotogalerie

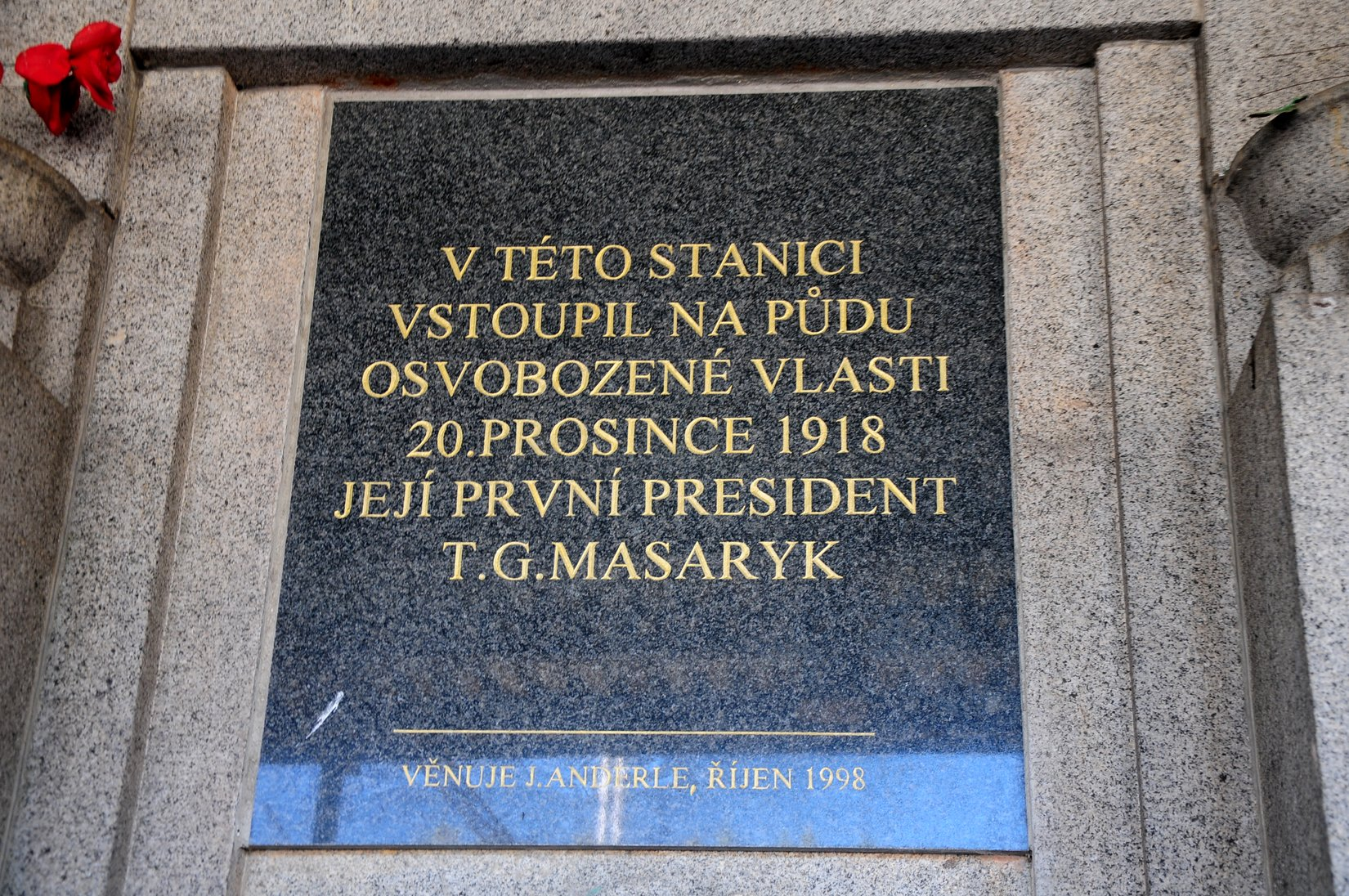
Pamětní deska na nástupišti železniční stanice k uvítání TGM v pátek 20. 12. 1918
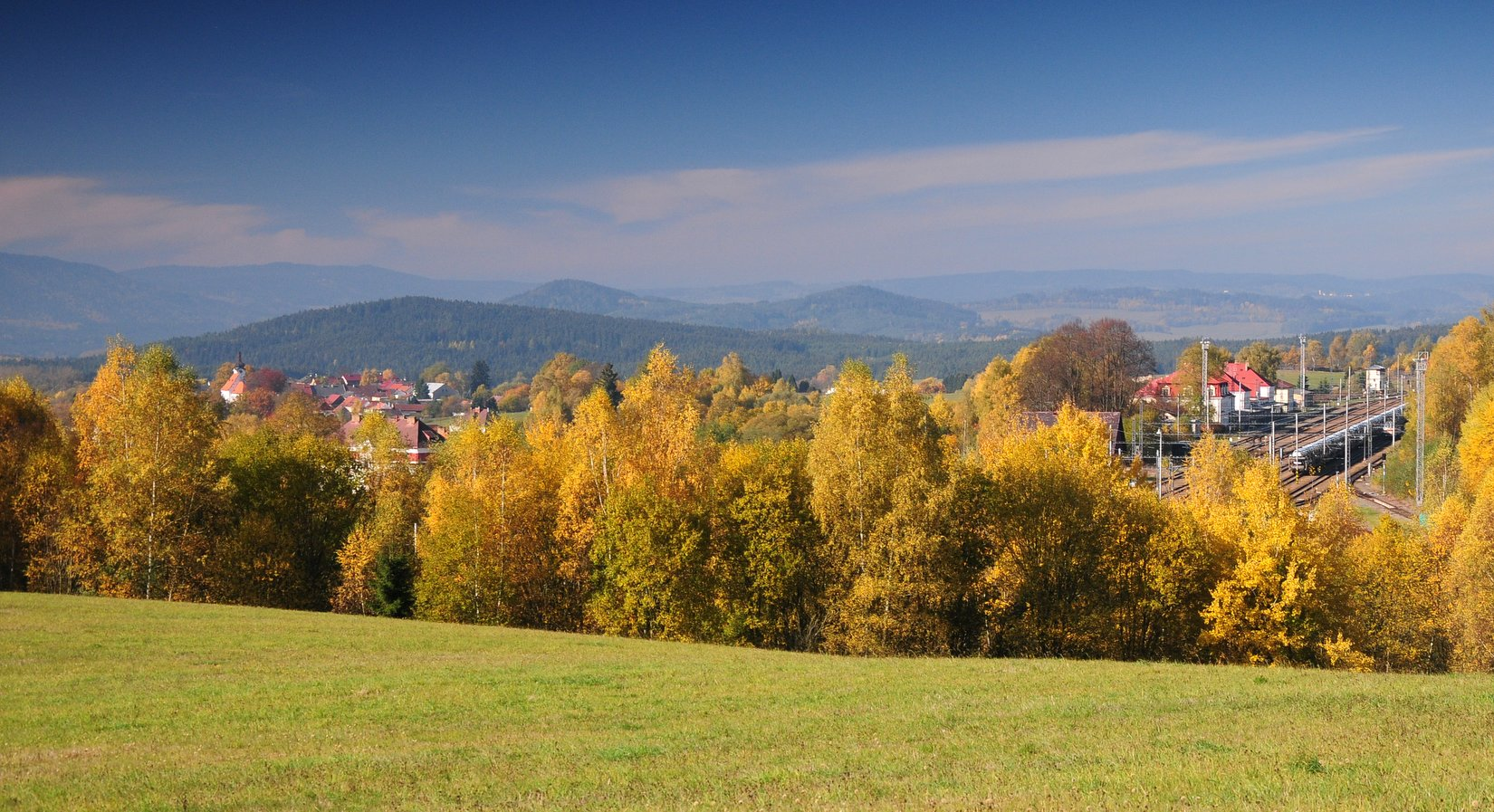
Pohled od jihu. Snímek zachycuje nádraží a Horní Dvořiště.